# Јадар (притока Дрине)
Јадар је река у општини Лозница у западној Србији. По њој носи назив и област Јадар, док је минерал јадарит добио назив по узору на реку.

## Географија
После Дрине најзначајнија река у општини Лозница је Јадар. Његов главни изворишни крак Мали Јадар почиње извором испод Дебелог Црева на висини од 470 m на територији општине Осечина. Преко територије општине Лозница протиче на дужини од 35 km. Укупна дужина Јадра износи 79 km а површина слива је 878 km². Целокупан пад извора, на висини 470 m, до ушћа у Дрину, на висини од 103 m, износи 367 m. Слив Јадра је асиметричног облика, са развијеном пространијом левом од десне стране. Зато и највеће притоке прима са леве стране као што су Ликодра (27 km), Пецка (24 km) и Коренита (23 km), док је од десних притока са својих 20 km тока најдужа и најзначајнија Церница.
На Јадру постоје водомерне станице Лешница (основана 1926. год.) и Завлака (ради од 1959. год.). Период високих вода се јавља у фебруару и мају што је последица отапања снега и пролећних киша. Низак водостај и протицај се јављају у августу и октобру као последица смањених количина падавина, високих температура ваздуха и великог испаравања у летњим месецима. У периоду високих вода просечан протицај на Јадру на водомерној станици Лешница износи од 15-18 m³/s а у периоду ниских вода од 3-4,5 m³/s, док просечан протицај Јадра износи 8,75 m³/s. Апсолутни минимални протицај Јадра регистрован је у првој половини октобра 1961. год. (0,19 m³/s) а апсолутно максимални протицај регистрован је 20. 12. 1968. год. (157 m³/s).
Због великих количина наноса, који Јадар није могао да однесе, већ се таложио по алувијалној равни. Ступничка река и Коренита нису могле да се директно улију у Јадар већ теку левим ободом око 8 km. После већих киша алувијална раван поплави и значајан део наноса остане по ливадама и ораницама. Велике поплаве забележене су 1947, 1948, 1952, 1959, 1965, 1968. године. пресецањем меандара корито је делимично регулисано на сектору од пута Козјак-Текериш до ушћа. Пресечено је више меандара што је убрзало отицање речне воде а корито се продубило и сада је дубоко 2-3 m. У односу на раније стање Јадар је у општини Лозница краћи за 4 km.
У долини ове реке, у руднику Јадар, пронађен је минерал Јадарит. Интернационална рударска фирма Рио Тинто са седиштем у Британији планира да врши експлоатацију литијума и литијум бората у долини Јадра. Локација садржи највеће познате количине литијума у Европи и за сада то је једина локација на свету која садржи литијум борате.